# Reinhard von Blankenburg
Reinhard von Blankenburg († 2. März 1123) in Halberstadt, von 1107 bis 1123 Bischof von Halberstadt.

## Leben
Er war mit dem späteren Grafengeschlecht verwandt. Vermutlich war Reinhard in Sachsen stammesfremd, hatte jedoch sächsische Verwandte. Sein ebenfalls nicht aus Sachsen stammender Neffe war der Graf Poppo I. von Blankenburg. Reinhard förderte ihn durch Zuwendung von Grundbesitz.
Vor seiner Wahl zum Bischof war Reinhard Kanoniker in Worms und Propst mit Beziehungen zum Hildesheimer Domkapitel.
Mit päpstlicher Unterstützung widmete sich Reinhard intensiv den Kloster- und Stiftungsreformen im Anschluss an seinen Vorgänger Burchard II. Durch seine Reform gelang es ihm, die Klöster wirtschaftlich zu sichern und das geistliche Leben zu stärken.
Das Kloster Huysburg verdankte Bischof Reinhard als Förderer des Klosters erhebliche Erweiterungen seiner Besitztümer. Am 4. Mai 1114 übereignete er dem Kloster aus bisherigem Besitz des Pfalzgrafen Friedrich von Sommerschenburg 23 Hufen in Attenkamp, acht Hufen in
Anderdeck und fünf Hufen in Dedeleben. Am 18. Oktober 1118 machte er weitere bedeutende Schenkungen an das Kloster. In zwei undatierten Urkunden schenkte Bischof Reinhard dem Kloster überdies Hufen in Giersleben östlich von Aschersleben und in drei nicht identifizierten Orten.